# 2574 Ladoga
2574 Ladoga (1968 UP) là một tiểu hành tinh vành đai chính được phát hiện ngày 22 tháng 10 năm 1968 bởi T. Smirnova ở Nauchnyj.